# Zajednica Hrvata (Trst)
Zajednica Hrvata (tal. Communita croata) je društvo koje je okuplja Hrvate u Trstu.
Službeno je predstavljena ožujka 1999. i ima sjedište u gradskom središtu (Via Carducci 8). Njezin je predsjednik Damir Murković, a potpredsjednik dr. Marko Šare. Zajednica izdaje svoje glasilo Most (Il ponte) i u listopadu 2002. organizirala je znanstveni skup Hrvati u Trstu. Skup je održan pod pokroviteljstvom Hrvatske akademije znanosti i umjetnosti u Zagrebu. 